# Dimancheville
Dimancheville település Franciaországban, Loiret megyében. Lakosainak száma 107 fő (2022. január 1.). Dimancheville Augerville-la-Rivière, Briarres-sur-Essonne, Orville és Le Malesherbois községekkel határos.

## Népesség
A település népességének változása:
| Lakosok száma | 58   | 58   | 82   | 91   | 127  | 120  | 115  | 113  | 111  | 107  |
|               | 1968 | 1982 | 1990 | 2006 | 2013 | 2015 | 2017 | 2019 | 2020 | 2022 |